# جون دبليو. ماهوني
جون دبليو. ماهوني هو قاضي كندي، ولد في 28 ديسمبر 1926، وتوفي في 30 سبتمبر 2006.